# Дедяева, Валентина Ефимовна
Валентина Ефимовна Дедяева (13 марта 1932 года, Тальменка, Тальменский район, Западно-Сибирский край, РСФСР, СССР — 9 мая 2020) — бригадир колхоза «Тальменский» Искитимского района Новосибирской области, почётный гражданин Искитимского района Новосибирской области. Герой Социалистического Труда.

## Биография
Родилась в селе Тальменка (ныне — Искитимского района Новосибирской области). Рано лишилась родителей, воспитывалась у дедушки и бабушки.
С 1947 года семья проживала в селе Лебедевка Искитимского района. Юная Валентина в это время работала поваром, кочегаром и на других подсобных работах.
Позже устроилась работать птичницей в Тальменском птицесовхозе, где в итоге проработала 30 лет. Была бригадиром совхоза.
В 1961 году добилась результата в миллион яиц, став лидером социалистического соревнования района и области.
Указом Президиума Верховного Совета СССР от 22 марта 1966 года за достигнутые успехи в развитии животноводства, увеличении производства и заготовок мяса, молока, яиц, шерсти и другой продукции присвоено звание Героя Социалистического Труда с вручением ордена Ленина и золотой медали «Серп и Молот».
Также награждена орденами Трудового Красного Знамени, Дружбы народов, «Знак Почёта», медалями, в том числе Золотыми медалями ВДНХ.
Проживала в селе Тальменка Искитимского района. Почётный гражданин Искитимского района (2005).